# Kanton Rodez-Nord
Kanton Rodez-Nord (francouzsky Canton de Rodez-Nord) je francouzský kanton v departementu Aveyron v regionu Midi-Pyrénées. Tvoří ho tři obce.

## Obce kantonu
- Onet-le-Château
- Rodez (severní část)
- Sébazac-Concourès